# Rollfalzen
Rollfalzen ist eine Umform- und Verbindungstechnik.

## Umformtechnik
Unter dem Rollfalzen versteht man das Fügen zweier Bleche oder Materialien mit Werkzeugen ähnlich einer Falzmaschine oder von Hand. Ähnlich wie beim Falzen, Bördeln werden die zwei Materialien per Formschluss miteinander verbunden. Dabei werden allerdings die Bleche nicht stark geknickt, sondern mittels Werkzeugen ineinander verrollt. Vorteil hierbei ist, dass die Oberflächen nicht beschädigt werden, und keine Kerbspannungen in das Material eingebracht werden. Die Technik kommt ursprünglich von den Spenglern, wird heute z. B. zum Verbinden von Blech mit PVC Folie verwendet, beispielsweise zum Einziehen von Fenstern in Blechdosen, hierbei kommt dann noch Reibung und Klemmen mit dazu.
Das Verfahren wird ebenfalls im Karosseriebau eingesetzt, bei dem die automobilen Anbauteile mittels robotergeführten Rollenwerkzeugen verbunden werden.
Dabei wird die Außenkante des sichtbaren Bleches um das entsprechende nicht sichtbare Innenteil geformt. Hierbei wird die gesamte Kante gebogen, um eine formschlüssige Verbindung herzustellen. Zur Abdichtung der Verbindung wird vor dem Falzprozess ein Dichtklebstoff eingebracht, der im späteren Produktionsverlauf durch Hitze aushärtet und somit die Position von Innenteil zu Außenteil zusätzlich unterstützt bzw. hält.